# オーバーハウゼン国際短編映画祭
オーバーハウゼン国際短編映画祭（オーバーハウゼンこくさいたんぺんえいがさい、Internationale Kurzfilmtage Oberhausen, 英語：The International Short Film Festival Oberhausen）は、毎年ドイツのオーバーハウゼンで開かれる国際映画製作者連盟 (FIAPF) 公認の国際映画祭である。短編映画専門の映画祭としては世界でもっとも古いもののひとつ。オーバーハウゼンのリヒトブルク映画劇場を会場とする。
本映画祭に参加した著名な映画監督として、ヴィム・ヴェンダース、マーティン・スコセッシ、ジョージ・ルーカス、ヴェルナー・ヘルツォークなどがいる。

## 歴史
1954年に「Westdeutsche Kulturfilmtage」（西ドイツ文化映画祭、「Filmtage」は正確には「フィルムデーズ」の意）として創設。1958年、モットーとして「Weg zum Nachbarn」（隣人への道）を制定。翌1959年、「Westdeutsche Kurzfilmtage」（西ドイツ短編映画祭）と改称。その後1991年、現在の名称である「Internationale Kurzfilmtage Oberhausen」に再度改称している。
1962年、本映画祭に集ったドイツの若手映画作家たちが「オーバーハウゼン・マニフェスト」を発表。賛同する若手作家たちがこのグループと同盟を結んだ。このマニフェストから「ニュー・ジャーマン・シネマ」が始まったことから、本映画祭が世界的に広く知られ、また映画史に名を残すこととなった。
1970年、初のコンピュータアニメが出品される。1989年、ビデオ部門を導入。

## ディレクター
- 1954年 - 1970年：ヒルマー・ホフマン (Hilmar Hoffmann)
- 1971年 - 1975年：ヴィル・ヴェーリング (Will Wehling)
- 1975年 - 1985年：ヴォルフガング・J・ルフ (Wolfgang J. Ruf)
- 1985年 - 1990年：カロラ・グラマン (Karola Gramann)
- 1990年 - 1997年：アンゲラ・ハールト (Angela Haardt)
- 1997年 - 現在：ラース・ヘンリク・ガス (Lars Henrik Gass)